# Cinema russo
La storia del cinema russo inizia durante l'impero russo e si sviluppa e raggiunge il suo culmine con l'Unione Sovietica. Tuttavia, anche dopo il 1991 alcuni registi hanno ottenuto successi critici a livello internazionale.

## Il cinema dell'Impero russo

### Le origini

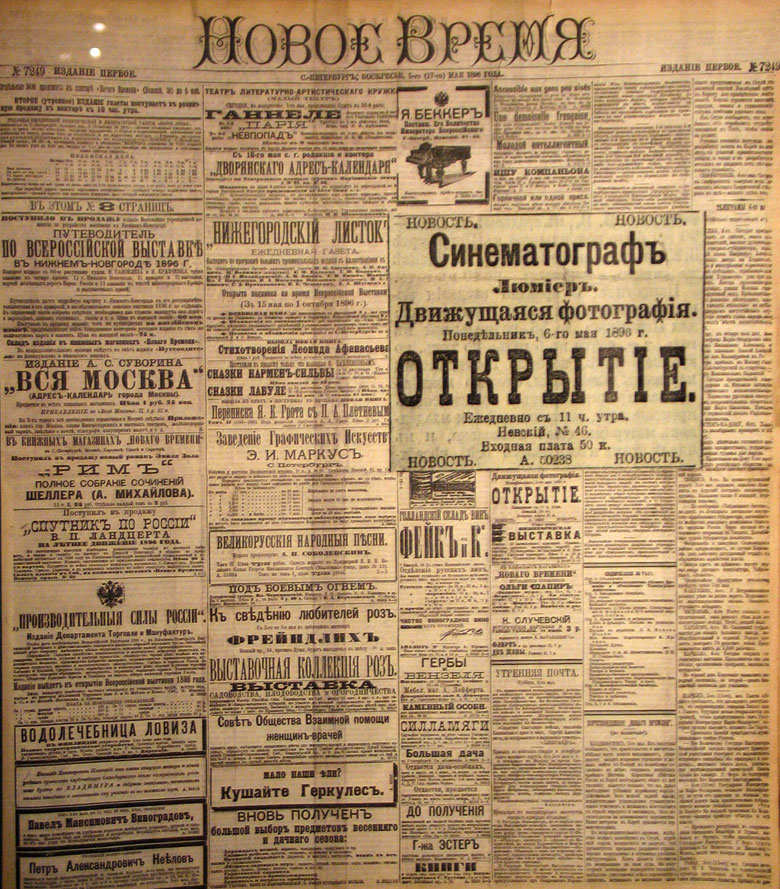
Il « Novoe Vremja » riferisce della prima proiezione cinematografica tenutasi il 16 maggio 1896

I primi film furono distribuiti dalla società « Cinématographe Lumière » dei fratelli Lumière, che il 16 maggio 1896 organizzarono a San Pietroburgo, nel parco Akvarium, la prima proiezione assoluta in terra russa. Tre giorni dopo, il 19 maggio, la società dei fratelli Lumière aprì, al numero 46 della Prospettiva Nevskij, la prima sala cinematografica.
Il 26 maggio l'inglese Robert W. Paul presentò al teatro del giardino zoologico di Pietroburgo il suo animatograph, e il 7 giugno un analogo spettacolo pubblico fu tenuto nel teatro Ermitaža di Mosca: si trattava, questa volta, del kinetophon di Edison, uno spettacolo replicato a Pietroburgo e al quale assistettero anche il musicista Glazunov e il critico Vladimir Stasov, entrambi entusiasti della « nuova, straordinaria invenzione di quel genio di Edison [...] impensabile prima del nostro secolo ».
Nell'estate di quell'anno seguirono proiezioni cinematografiche a Nižnij Novgorod, Rostov sul Don, Kiev, Char'kov. Si trattava sempre del programma andato in scena per la prima volta il 28 dicembre 1895 a Parigi e comprendente un gruppo di 10 pellicole di 17 metri ciascuna: L'arrivée d'un train en gare, La sortie des Usines Lumière, La Place des Cordeliers à Lyon, Le répas de bébé, Partie d'écarté, L'arroseur arrosé e altre. L'intero spettacolo durava meno di 10 minuti.
L'impressione prodotta sugli spettatori fu straordinaria. Lo scrittore Gor'kij, che assistette a quei primi spettacoli, era entusiasta: « Tutto si muove, vive, ribolle, arriva sul primo piano del quadro e scompare non si sa dove ». D'altra parte, pur prevedendo un grande sviluppo della nuova invenzione, notava come venissero favoriti « anzitutto i gusti da baraccone e la depravazione di un pubblico grossolano ».
In Francia, alla fine del 1897 fu fondata da Charles Pathé la società cinematografica « Pathé frères » per la produzione, vendita e noleggio di film. La Pathé invase presto il mercato russo assumendovi una posizione dominante e nel 1904 fondò una sua filiale a Mosca. Contemporaneamente, al posto dei tradizionali cinema ambulanti, nelle maggiori città russe cominciarono a sorgere locali stabili per le proiezioni, gli « elettroteatri », favorendo lo sviluppo delle agenzie di noleggio. Alla « Pathé frères » seguirono altre due ditte francesi, la « Gaumont » e la « Éclair », la tedesca « Théophile Gauthier », l'italiana « Cines » e altre ancora.
Il 26 maggio 1896 gli operatori francesi Charles Moisson e Francis Doublier avevano effettuato la prima ripresa cinematografica in terra russa, filmando nel cortile del Cremlino, a Mosca, l'Incoronazione di Nicola II per conto di Louis Lumière, che in estate vendette il documentario. Il 30 maggio fu ripresa sulla piana di Chodynka, presso Mosca, anche la cerimonia della presentazione dello zar al popolo. Com'è noto, la cerimonia si tramutò in tragedia per il cedimento di alcune tribune e per il panico che ne seguì, che provocò migliaia di vittime. La macchina da presa e le registrazioni effettuate dagli operatori furono sequestrate dalla polizia e mai più restituite.

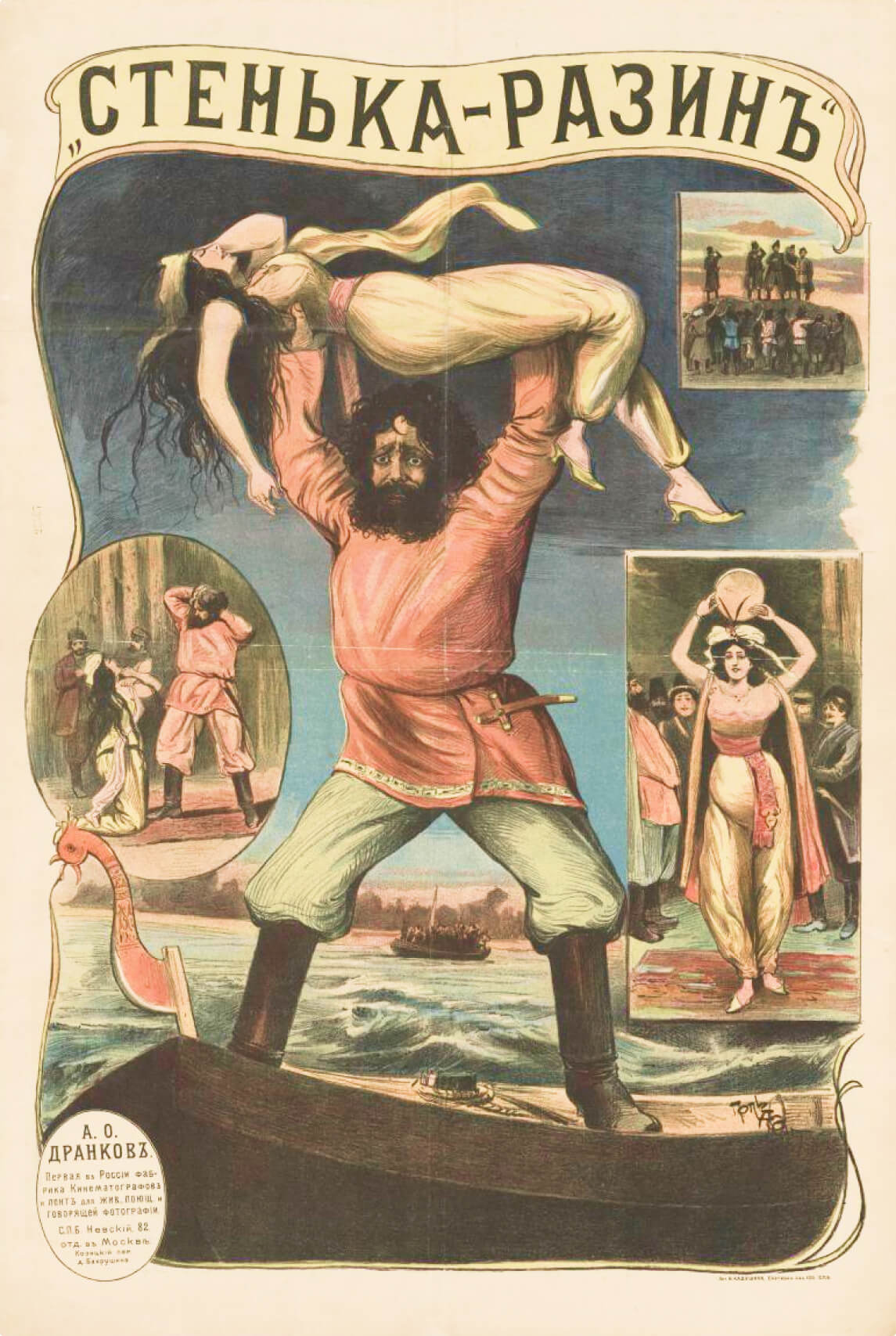
Locandina del film Sten'ka Razin

Un insieme di documentari di cronaca, di costume e di carattere scientifico, comiche, melodrammi, film gialli e di avventure, numeri da circo e féeries, ossia produzioni tratte dal repertorio degli illusionisti, costituivano un singolo spettacolo cinematografico, che non durava più di un'ora. Dal 1907, insieme alle produzioni importate dall'estero cominciarono ad apparire con continuità filmati ripresi in Russia. Quell'anno la « Pathé frères » produsse i documentari La terza Duma di Stato (102 metri), la Rivista delle truppe al Palazzo d'Inverno (172 metri) e la Rivista delle truppe a Carskoe Selo (98 metri), girati dal fotografo personale di Nicola II Aleksandr Karlovič Jagel'skij (1866-1916), contitolare dello studio fotografico « K. E. von Hahn e K. », oltre alla Solenne processione religiosa a Kiev il 15 luglio 1907.
Grande successo dell'anno fu il documentario di 135 metri I cosacchi del Don, che mostrava le esercitazioni di un reggimento cosacco. Nell'agosto del 1907 fu pubblicata « Kino » (Cinema), la prima rivista russa dedicata al cinema, che ebbe tuttavia la breve vita di un solo anno. Il primo imprenditore russo di documentari e di film a soggetto fu il giornalista e fotografo Aleksandr Drankov. Iniziò nei primi mesi del 1908 lanciando sul mercato 17 documentari, e in autunno girò L'ottantesimo compleanno del conte L. N. Tolstoj.
Il 28 ottobre 1908, preceduto da grande pubblicità, Drankov presentò nelle sale il primo cortometraggio narrativo, Sten'ka Razin, diretto dal modesto attore di teatro Vladimir Romaškov e sceneggiato da Vasilij Gončarov da una canzone molto popolare in Russia, Iz-za ostrova na strežen (Da dietro l'isola sul fiume). Il film (224 metri, poco più di 6 minuti) ha un interesse puramente storico, essendo molto primitivo e privo di qualunque valore artistico.
Sten'ka Razin ebbe tuttavia successo, non così i successivi L'attendente zelante, Il matrimonio di Krecinskij e altri ancora, così che Drankov, associatosi nel frattempo con altri imprenditori, lanciò nel 1911 la prima attualità settimanale russa, l'« Obozrenie sobytij » (Rassegna degli avvenimenti), a imitazione del già affermato « Pathé Journal » di produzione francese. Dal 1909 si affermò la casa di produzione già fondata a Mosca nel 1906 da Aleksandr Chanžonkov, un ex-ufficiale dei cosacchi. I suoi film trattavano episodi storici, come Jermak Timofeevič, conquistatore della Siberia e opere letterarie: Le anime morte, Vij e Il matrimonio da Gogol, La canzone del negoziante Kalašnikov e Il nobile Orša da Lermontov, La potenza delle tenebre da Tolstoj, Mazepa da Puškin, La maga da Špažinskij.
Il filone dei film tratti da opere letterarie, dai classici agli autori più recenti, fu largamente sfruttato. Il cinema russo « in soli otto-dieci anni di esistenza ha divorato tutti gli autori che lo avevano preceduto, si è inghiottito tutta la letteratura: Dante, Shakespeare, Gogol', Dostoevskij, perfino Anatolij Kamenskij [...] È un abisso senza fondo dove tutto scompare ». Va rilevato che di tali opere si davano soltanto poche scene, le più salienti, né « ci si preoccupava di un legame logico tra di esse, nella presunzione che lo spettatore non potesse ignorare opere così popolari ». Basti pensare che l'Eugenio Onegin, realizzato da Gončarov nel 1911, durava 9 minuti, e l'Anna Karenina di André Maître meno di 12 minuti.
Per un paio d'anni, gli operatori - Forestier, Meyer, Siversen, Toppi, Vitrotti - e i registi - Hansen, Maître - furono soltanto stranieri, poi cominciarono ad affermarsi tecnici russi. Tra gli operatori, il più preparato fu Aleksandr Levickij, che girò centinaia di film e divenne poi insegnante di tecnica cinematografica. Trascurando quelli improvvisati, i primi registi professionali furono Gončarov e Čardynin, finché non s'impose Jakov Protazanov, il più valido regista del periodo pre-rivoluzionario. S'ingaggiarono anche celebri attori di teatro, come Ekaterina Roščina-Insarova, Vera Pašennaja o Vladimir Davydov, ma questi abbandonarono presto il campo, non accettando le caratteristiche recitative che il cinema si era allora date.
Come disse Davydov, che dirigeva anche corsi per attori di teatro drammatico, « non posso mettermi a fare il pagliaccio in opere dove si trovano perfettamente al loro posto i vari Max Linder e simili corifei del mondo cinematografico ». In compenso, il rifiuto e la diffidenza dei migliori attori di teatro nei confronti del cinema contribuirono a favorire la nascita di una serie di attori formati appositamente per lo schermo. Ultime - a partire dagli anni di guerra - vennero le professioni del soggettista e dello sceneggiatore. Prima di allora, le sceneggiature consistevano soltanto in « elenchi delle scene che dovevano essere girate nella loro successione cronologica. Tutto il resto lo sapeva il regista, che indicava agli attori quello che dovevano fare ».
Il primo scrittore, per altro di seconda fila, a fornire sceneggiature per il cinema, fu Nikolaj Breško-Breškovskij. Nel giro di pochi anni lo spettacolo cinematografico, in Russia come altrove, divenne un'abituale forma di svago della popolazione. La sera, nelle strade delle città come nei villaggi, si assisteva alle stesse scene: « un'entrata illuminata da lanternine e sulla soglia, una folla in attesa: è un cinematografo ». In essa, tutte le classi sociali erano rappresentate: « intellettuali e operai, commessi, commercianti, signore del gran mondo, modiste, in una parola, di tutto ».
Da qui vennero le prime riflessioni sul ruolo che il cinema poteva rappresentare come mezzo di condizionamento ideologico. Il letterato Grigorij Ciperovič scriveva nel 1912: « dimenticando totalmente che tutto quanto succede davanti ai suoi occhi è finzione e menzogna dal principio alla fine, l'appassionato di cinema assorbe incoscientemente un intero codice dei più diversi pregiudizi sociali, la cui coltivazione e diffusione è molto comoda e utile per le classi dirigenti e rovinosa per il successo della democratizzazione dei rapporti sociali. In questo senso, il cinema è il mezzo propagandistico più convincente, e lo schermo un pulpito dal quale scende, silenziosa ma efficace, la predicazione aristocratico-borghese dell'umiltà per i poveri e della feroce violenza per i ricchi ».
Per altro, il governo e l'alta burocrazia zarista non colsero tali possibilità, mantenendo nei confronti del cinema un atteggiamento di altezzoso disprezzo. Nel 1913 lo stesso Nicola II osservò in una nota di ritenere la cinematografia « un divertimento sciocco, senza utilità per nessuno, e anche pericoloso. Solo un anormale può mettere quel mestiere da baraccone sullo stesso livello dell'arte. Sono sciocchezze insignificanti a cui non bisogna attribuire importanza alcuna ».

## Il cinema dell'Unione Sovietica
Anche se il russo è la lingua dominante nei film dell'epoca sovietica, il cinema dell'URSS comprende anche film prodotti in Armenia, Georgia, Ucraina e, in misura minore, in Lituania, Bielorussia e Moldavia. Tra i grandi capolavori del periodo seguente alla rivoluzione emergono La corazzata Potëmkin di Sergej Mikhajlovič Ejzenštejn (1925), La madre di Vsevolod Illarionovič Pudovkin (1926) e il documentario L'uomo con la macchina da presa di Dziga Vertov (1929). Si tratta dei capolavori del cinema russo d'avanguardia, dove a differenza di altri paesi i cineasti non produssero solo opere sperimentali, ma riuscirono invece a creare capolavori che ebbero una vasta influenza su tutto il cinema mondiale.
Dalla metà degli anni trenta, sotto l'inflessibile guida di Andrej Ždanov, la corrente artistica del realismo socialista divenne la corrente artistica ufficiale del regime di Stalin, influenzando profondamente la libertà di espressione del cinema sovietico. Ejzenštejn diresse altre celebri opere come Aleksandr Nevskij e la trilogia incompiuta dedicata a Ivan il Terribile. Anche gli anni settanta furono di grande valore artistico, grazie alla produzione di Andrej Tarkovskij. Si ricordano di tale autore Solaris e Stalker.
È da ricordare inoltre la figura dell'attrice sovietica Ljubov' Petrovna Orlova, anche cantante, Artista del popolo dell'Unione Sovietica (1950).

## Il cinema in Russia
Il primo film russo a vincere l'Oscar al miglior film straniero è Sole ingannatore (1994), del regista Nikita Sergeevič Michalkov. Sempre un film del regista Nikita Sergeevič Michalkov dal titolo Urga - Territorio d'amore è stato il primo film russo candidato, nel 1993, per l'Oscar al miglior film straniero.